# اتوبوس سطح پائین

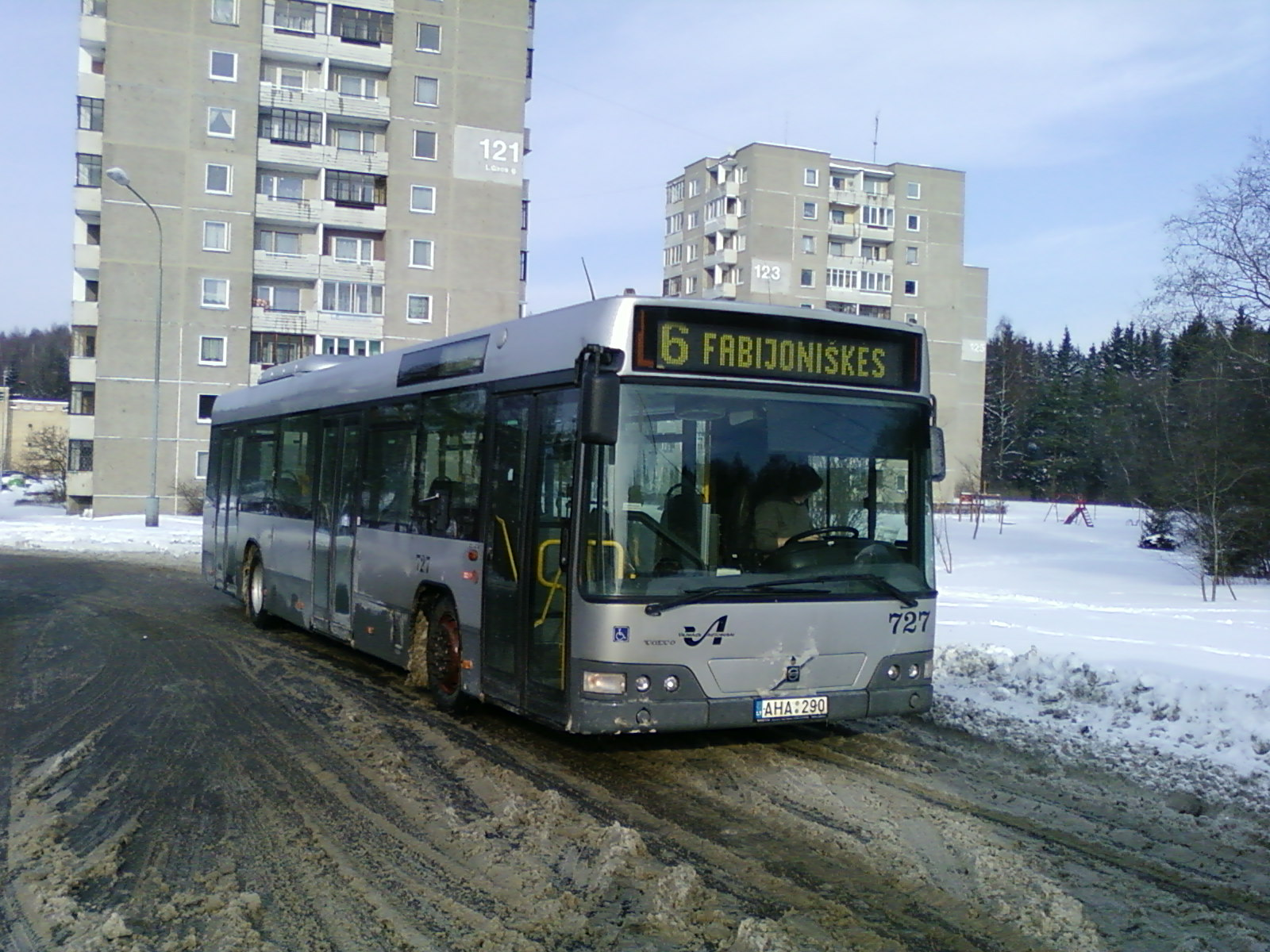

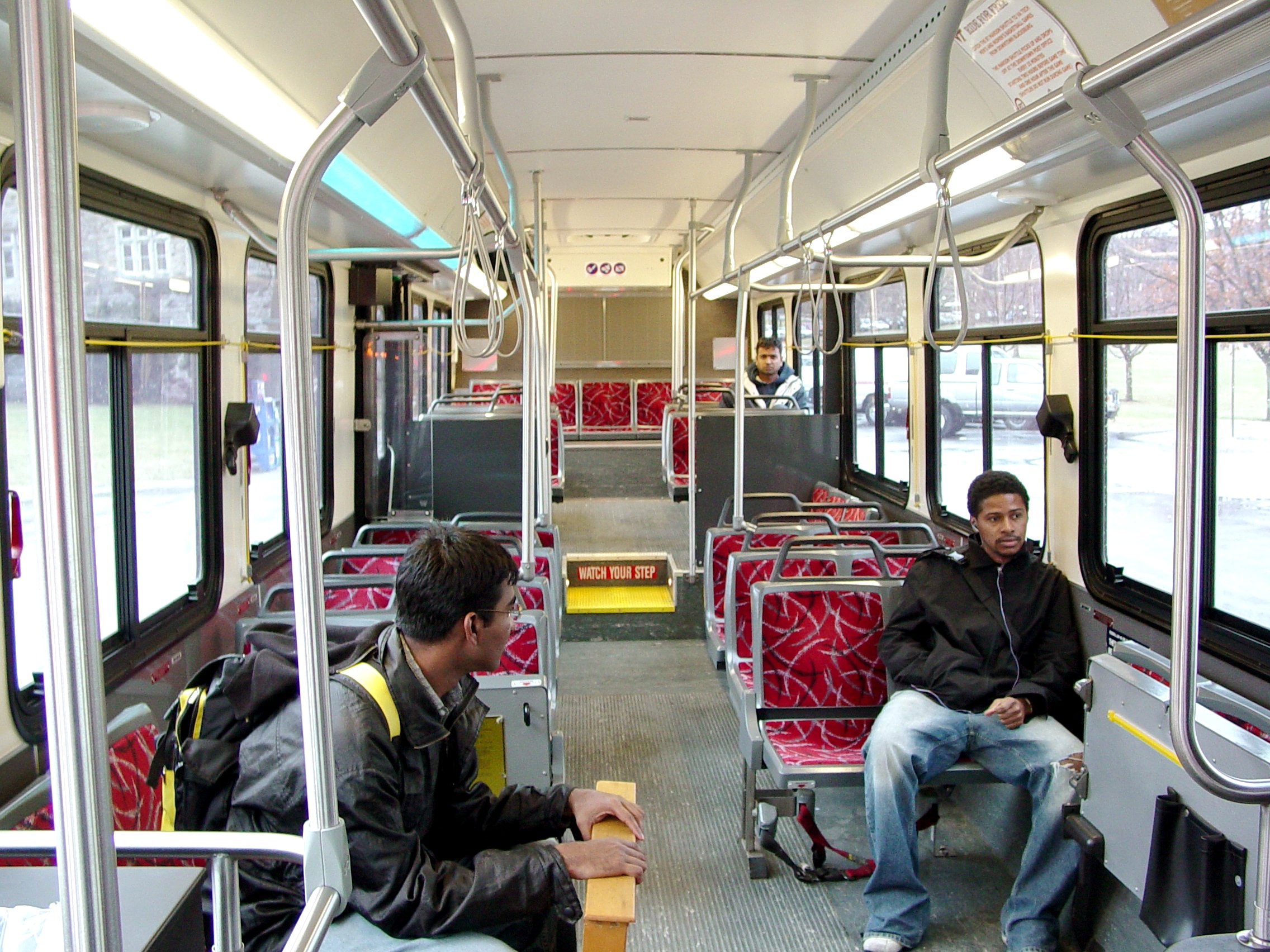

اتوبوس سطح‌های پایین (یا اتوبوس کم ارتفاع) نوعی اتوبوس است که ارتفاع کف و سقف آن از سایر اتوبوس‌ها کمتر است. اتوبوس‌های سطح پائین، اولین بار در سال ۱۹۶۰ به عنوان اتوبوس‌های فرودگاهی در اروپا پا به عرصه وجود نهادند. تقریباً ۳۰ سال بعد در اروپا از این اتوبوس‌ها در سیستم حمل و نقل عمومی استفاده شد. در اوایل ۱۹۹۲ اتوبوس New Flyer D40LF اولین اتوبوس سایز استاندارد و بادوامی بود که توسط شرکت‌های حمل و نقل ایالات متحده امریکا و کانادا به کار گرفته شد.
تعدادی از شرکت‌های حمل و نقل آمریکای شمالی استفاده از اتوبوس‌های سطح پایین را به عنوان راهی برای دسترسی آسان تر تمامی مسافرین –اعم از بزرگسال، توانجو، کهنسال، کودک، والدینی که با کالسکه اند و افرادی که زنبیل یا بسته دارند- و همچنین کاهش مدت توقف در ایستگاه برگزیده‌اند.
در اروپا نیز سرعت استفاده از اتوبوس‌های سطح پایین بدون هیچ قاعده و قانونی در حال افزایش است. در تحقیقات به عمل آمده از سوی نیروهای بازار در مورد راه حلی برای حرکت و دستیابی افراد توانجو به اتوبوس، اروپایی‌ها به این نتیجه رسیده اند که اتوبوس سطح پایین و رمپ آن بهتر از اتوبوس سطح پایین و لیفت(بالابر) است. آن‌ها دریافتند که اتوبوس سطح پایین یک راه حل بهتر برای همه افراد جامعه خواهد بود.
اغلب تولیدکنندگان اتوبوس در اروپا اتوبوس سطح پایین عرضه می‌کنند. این اتوبوس‌ها اساساً از ارتفاع ورودی ۳۲۰ میلی‌متر (۶/۱۲ اینچ) برخوردارند و توانایی زانوزدن تا ۲۵۰ میلی‌متر (۸/۹ اینچ) را دارند.
اداره حمل و نقل آلمان در گزارش سالانه خود در سال ۱۹۹۲ اعلام کردند که از سال ۱۹۸۸ تا ۱۹۹۲، تعداد ۳۹۰۵ دستگاه اتوبوس شهری low-floor توسط تولیدکنندگان آلمان تولید شده است؛ البته مناطقی که جاده‌های چندان پیشرفته‌ای ندارند هنوز اتوبوس‌های معمولی درخواست می‌کنند.

## تعریف
در گزارشی که در چهل و نهمین کنگره بین‌المللی اتحادیه بین‌المللی حمل و نقل عمومی(UITP) ارائه شد، تعریف زیر از یک اتوبوس low-floor مطرح گردید:
اتوبوس شهری اتوبوسی است که بین درهای اول و دوم، کف خودرو کاملاً پایین آمده و سطح آن به اندازه کافی پایین است به نحوی که در راهرو و بین درها و در مجاورت درها هیچ پله‌ای لازم نیست.
به منظور دسترسی به کف اتوبوس بدون استفاده از پله در درب ورودی، فاصله کف از زمین می بایست ۳۸۰ میلی‌متر (۱۵ اینچ) یا کمتر باشد (این در حالی است که فاصله کف از زمین در اتوبوس‌های معمولی تقریباً ۸۹۰ میلی متر- ۳۵ اینچ – است). Level کف در قسمت عقب اتوبوس می بایست بیشتر باشد. تاکنون از دو شیوه عمومی برای افزایش ارتفاع کف در انتهای اتوبوس استفاده شده‌است. یک شیوه استفاده از پله از قسمت کف سازه تا برجستگی انتهای اتوبوس و روش دیگر استفاده از رمپ ما بین این دو سطح.
از لحاظ تاریخی، تعداد اتوبوس‌های سطح پایین در اروپا بیشتر از اتوبوس‌های موجود در بازارهای امریکا وکانادا بوده‌است. بعضی می گویند که اتوبوس‌های اروپایی راهرو پایین بودند نه سطح پایین زیرا صندلی‌های آن‌ها همه بر یک سکو قرار داشتند. از این شیوه معمولاً در امریکای شمالی استفاده نمی‌شود. با این وجود، بیشتر مدل‌های جدید اتوبوس‌های شهری اروپایی کفی صاف و هموار بین درهای اول و دوم دارند (بعضی از آن‌ها در قسمت درب‌ها دارای سراشیبی هستند).
طرح نهایی خانواده اتوبوس low–floor، اتوبوسUltra Low Floor است. در این اتوبوس نه تنها همانند اتوبوس‌های low–floor کف حد واسط دو درب صاف و بدون پله است بلکه تا انتهای اتوبوس نیز اختلاف سطح ندارد؛ لذا در این خودرو نصب درب سوم بدون پله امکان پذیر است. مزایای این اتوبوس از اتوبوس low–floor به مراتب بیشتر اس

## مزایای اتوبوس سطح پایین
تسریع در پیاده و سوار شدن کلیه مسافران (اعم از بزرگسال، توانجو، کهنسال، کودک، والدینی که با کالسکه‌اند و افرادی که زنبیل یا بسته دارند).

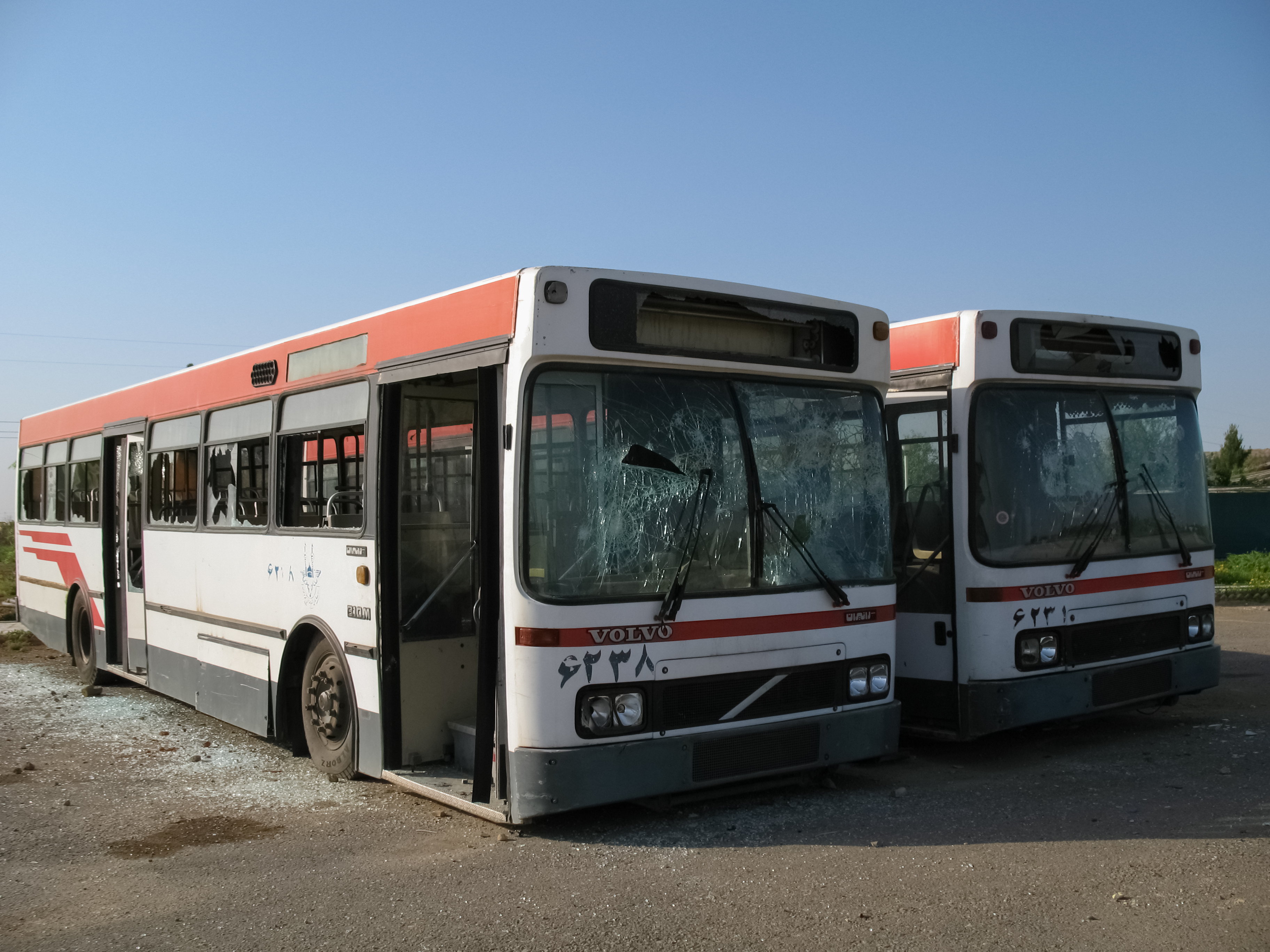
دو اتوبوس شهری سطح پایین در قم که شیشه های آن توسط هواداران یک بازی فوتبال خرد شده

- مدت زمان سوار شدن یک معلول بین ۲/۰ تا ۷/۰ ثانیه و پیاده شدن بین ۳/۰ تا ۷/۲ ثانیه سریعتر می‌شود (مدت زمان سوار شدن با ویل چیر نصف سوار شدن با لیفت است).
- پایداری بیشتر به علت پایین بودن مرکز ثقل اتوبوس.
- کاهش زمان توقف در ایستگاه‌ها.
- کاهش حادثه در پیاده و سوار شدن مسافر.
- فرمان‌پذیری خیلی خوب اتوبوس.